# Mamoru Shiragami
Mamoru Shiragami (jap. 白神 守 Shiragami Mamoru; ur. 28 lutego 1944 na Tajwanie, zm. w marcu 2014) – japoński siatkarz, medalista igrzysk olimpijskich, uniwersjady i igrzysk azjatyckich.

## Życiorys
Shiragami tryumfował wraz z reprezentacją Japonii podczas igrzysk azjatyckich 1966 odbywających się w Bangkoku oraz na uniwersjadzie 1967 w Tokio. Wystąpił na igrzyskach olimpijskich 1968 w Meksyku. Zagrał wówczas we wszystkich meczach olimpijskiego turnieju, a jego zespół po siedmiu zwycięstwach i dwóch porażkach zajął 2. miejsce.